# Championnat du monde des rallyes 1977
Navigation
1976 1978

## Épreuves
|                 |                          |                     |                       |
| Noir = Asphalte | Marron = Terre / Gravier | Bleu = Neige/ glace | Rouge = Surface mixte |

### Calendrier / Résultats
| Calendrier / Résultats du championnat du monde des rallyes 1977 | Calendrier / Résultats du championnat du monde des rallyes 1977 | Calendrier / Résultats du championnat du monde des rallyes 1977 | Calendrier / Résultats du championnat du monde des rallyes 1977 | Calendrier / Résultats du championnat du monde des rallyes 1977 | Calendrier / Résultats du championnat du monde des rallyes 1977 | Calendrier / Résultats du championnat du monde des rallyes 1977 |
| Manche                                                          | Rallye                                                          | Podium                                                          | Podium                                                          | Podium                                                          | Podium                                                          |                                                                 |
| Manche                                                          | Rallye                                                          | #                                                               | Pilote                                                          | Voiture                                                         | Temps                                                           |                                                                 |
| --------------------------------------------------------------- | --------------------------------------------------------------- | --------------------------------------------------------------- | --------------------------------------------------------------- | --------------------------------------------------------------- | --------------------------------------------------------------- | --------------------------------------------------------------- |
| 1                                                               | 45e Rallye Monte-Carlo (22-28 janvier)                          | 1                                                               | Sandro Munari                                                   | Lancia Stratos HF                                               | 6 h 36 min 13 s                                                 |                                                                 |
| 1                                                               | 45e Rallye Monte-Carlo (22-28 janvier)                          | 2                                                               | Jean-Claude Andruet                                             | Fiat 131 Abarth                                                 | 6 h 38 min 29 s                                                 |                                                                 |
| 1                                                               | 45e Rallye Monte-Carlo (22-28 janvier)                          | 3                                                               | Antonio Zanini                                                  | Seat 124D Especial 1800                                         | 6 h 47 min 07 s                                                 |                                                                 |
|                                                                 |                                                                 |                                                                 |                                                                 |                                                                 |                                                                 |                                                                 |
| 2                                                               | 27e Rallye de Suède (11-13 février)                             | 1                                                               | Stig Blomqvist                                                  | Saab 99 EMS                                                     | 8 h 02 min 17 s                                                 |                                                                 |
| 2                                                               | 27e Rallye de Suède (11-13 février)                             | 2                                                               | Bror Danielsson                                                 | Opel Kadett GT/E                                                | 8 h 08 min 19 s                                                 |                                                                 |
| 2                                                               | 27e Rallye de Suède (11-13 février)                             | 3                                                               | Anders Kulläng                                                  | Opel Kadett GT/E                                                | 8 h 08 min 32 s                                                 |                                                                 |
|                                                                 |                                                                 |                                                                 |                                                                 |                                                                 |                                                                 |                                                                 |
| 3                                                               | 10e Rallye du Portugal (1-6 mars)                               | 1                                                               | Markku Alén                                                     | Fiat 131 Abarth                                                 | 6 h 51 min 47 s                                                 |                                                                 |
| 3                                                               | 10e Rallye du Portugal (1-6 mars)                               | 2                                                               | Björn Waldegård                                                 | Ford Escort RS1800                                              | 6 h 55 min 43 s                                                 |                                                                 |
| 3                                                               | 10e Rallye du Portugal (1-6 mars)                               | 3                                                               | Ove Andersson                                                   | Toyota Celica 2000GT                                            | 6 h 56 min 08 s                                                 |                                                                 |
|                                                                 |                                                                 |                                                                 |                                                                 |                                                                 |                                                                 |                                                                 |
| 4                                                               | 25e Rallye Safari (15-19 avril)                                 | 1                                                               | Björn Waldegård                                                 | Ford Escort RS1800                                              | +11 min 05 s pénalité                                           |                                                                 |
| 4                                                               | 25e Rallye Safari (15-19 avril)                                 | 2                                                               | Rauno Aaltonen                                                  | Datsun 160J                                                     | +11 min 40 s pénalité                                           |                                                                 |
| 4                                                               | 25e Rallye Safari (15-19 avril)                                 | 3                                                               | Sandro Munari                                                   | Lancia Stratos HF                                               | +13 min 14 s pénalité                                           |                                                                 |
|                                                                 |                                                                 |                                                                 |                                                                 |                                                                 |                                                                 |                                                                 |
| 5                                                               | 8e Rallye de Nouvelle-Zélande (1-7 mai)                         | 1                                                               | Fulvio Bacchelli                                                | Fiat 131 Abarth                                                 | 24 h 29 min 55 s                                                |                                                                 |
| 5                                                               | 8e Rallye de Nouvelle-Zélande (1-7 mai)                         | 2                                                               | Ari Vatanen                                                     | Ford Escort RS1800                                              | 24 h 31 min 29 s                                                |                                                                 |
| 5                                                               | 8e Rallye de Nouvelle-Zélande (1-7 mai)                         | 3                                                               | Markku Alén                                                     | Fiat 131 Abarth                                                 | 24 h 51 min 54 s                                                |                                                                 |
|                                                                 |                                                                 |                                                                 |                                                                 |                                                                 |                                                                 |                                                                 |
| 6                                                               | 24e Rallye de l'Acropole (28 mai-3 juin)                        | 1                                                               | Björn Waldegård                                                 | Ford Escort RS1800                                              | 9 h 31 min 57 s                                                 |                                                                 |
| 6                                                               | 24e Rallye de l'Acropole (28 mai-3 juin)                        | 2                                                               | Roger Clark                                                     | Ford Escort RS1800                                              | 9 h 37 min 44 s                                                 |                                                                 |
| 6                                                               | 24e Rallye de l'Acropole (28 mai-3 juin)                        | 3                                                               | Harry Källström                                                 | Datsun 160J                                                     | 9 h 47 min 19 s                                                 |                                                                 |
|                                                                 |                                                                 |                                                                 |                                                                 |                                                                 |                                                                 |                                                                 |
| 7                                                               | 27e Rallye des 1000 lacs (26-28 août)                           | 1                                                               | Kyösti Hämäläinen                                               | Ford Escort RS1800                                              | 4 h 26 min 06 s                                                 |                                                                 |
| 7                                                               | 27e Rallye des 1000 lacs (26-28 août)                           | 2                                                               | Timo Salonen                                                    | Fiat 131 Abarth                                                 | 4 h 30 min 31 s                                                 |                                                                 |
| 7                                                               | 27e Rallye des 1000 lacs (26-28 août)                           | 3                                                               | Björn Waldegård                                                 | Ford Escort RS1800                                              | 4 h 36 min 22 s                                                 |                                                                 |
|                                                                 |                                                                 |                                                                 |                                                                 |                                                                 |                                                                 |                                                                 |
| 8                                                               | 5e Critérium du Québec (14-18 septembre)                        | 1                                                               | Timo Salonen                                                    | Fiat 131 Abarth                                                 | 5 h 13 min 54 s                                                 |                                                                 |
| 8                                                               | 5e Critérium du Québec (14-18 septembre)                        | 2                                                               | Simo Lampinen                                                   | Fiat 131 Abarth                                                 | 5 h 18 min 31 s                                                 |                                                                 |
| 8                                                               | 5e Critérium du Québec (14-18 septembre)                        | 3                                                               | Roger Clark                                                     | Ford Escort RS1800                                              | 5 h 20 min 56 s                                                 |                                                                 |
|                                                                 |                                                                 |                                                                 |                                                                 |                                                                 |                                                                 |                                                                 |
| 9                                                               | 19e Rallye Sanremo (4-8 octobre)                                | 1                                                               | Jean Claude Andruet                                             | Fiat 131 Abarth                                                 | 10 h 27 min 43 s                                                |                                                                 |
| 9                                                               | 19e Rallye Sanremo (4-8 octobre)                                | 2                                                               | Maurizio Verini                                                 | Fiat 131 Abarth                                                 | 10 h 29 min 40 s                                                |                                                                 |
| 9                                                               | 19e Rallye Sanremo (4-8 octobre)                                | 3                                                               | Antonio Fassina                                                 | Fiat 131 Abarth                                                 | 10 h 36 min 30 s                                                |                                                                 |
|                                                                 |                                                                 |                                                                 |                                                                 |                                                                 |                                                                 |                                                                 |
| 10                                                              | 21e Tour de Corse (5-6 novembre)                                | 1                                                               | Bernard Darniche                                                | Fiat 131 Abarth                                                 | 8 h 13 min 40 s                                                 |                                                                 |
| 10                                                              | 21e Tour de Corse (5-6 novembre)                                | 2                                                               | Raffaele Pinto                                                  | Lancia Stratos HF                                               | 8 h 17 min 07 s                                                 |                                                                 |
| 10                                                              | 21e Tour de Corse (5-6 novembre)                                | 3                                                               | Fulvio Bacchelli                                                | Fiat 131 Abarth                                                 | 8 h 24 min 07 s                                                 |                                                                 |
|                                                                 |                                                                 |                                                                 |                                                                 |                                                                 |                                                                 |                                                                 |
| 11                                                              | 33e Rallye de Grande-Bretagne (20-24 novembre)                  | 1                                                               | Björn Waldegård                                                 | Ford Escort RS1800                                              | 8 h 21 min 26 s                                                 |                                                                 |
| 11                                                              | 33e Rallye de Grande-Bretagne (20-24 novembre)                  | 2                                                               | Hannu Mikkola                                                   | Toyota Celica 2000GT                                            | 8 h 23 min 49 s                                                 |                                                                 |
| 11                                                              | 33e Rallye de Grande-Bretagne (20-24 novembre)                  | 3                                                               | Russell Brookes                                                 | Ford Escort RS1800                                              | 8 h 31 min 55 s                                                 |                                                                 |

## Classements

### Système de points en vigueur
| 1  | 18 | -  | -  | -  | -  | - | - | - | - | - |
| 2  | 17 | 16 | -  | -  | -  | - | - | - | - | - |
| 3  | 16 | 15 | 14 | -  | -  | - | - | - | - | - |
| 4  | 15 | 14 | 13 | 12 | -  | - | - | - | - | - |
| 5  | 14 | 13 | 12 | 11 | 10 | - | - | - | - | - |
| 6  | 13 | 12 | 11 | 10 | 9  | 8 | - | - | - | - |
| 7  | 12 | 11 | 10 | 9  | 8  | 7 | 6 | - | - | - |
| 8  | 11 | 10 | 9  | 8  | 7  | 6 | 5 | 4 | - | - |
| 9  | 10 | 9  | 8  | 7  | 6  | 5 | 4 | 3 | 2 | - |
| 10 | 9  | 8  | 7  | 6  | 5  | 4 | 3 | 2 | 1 | 1 |

| 9 pts | 6 pts | 4 pts | 3 pts | 2 pts | 1 pt |

### Classement constructeurs
| 1  | Fiat                 | 16 | 14 | 18 | -  | 18 | (12) | 16 | 18 | 18   | 18 | (6) | 136 |
| 2  | Ford                 | -  | 14 | 16 | 18 | 16 | 18   | 18 | 14 | (10) | -  | 18  | 132 |
| 3  | Toyota               | -  | 10 | 14 | -  | 8  | -    | 12 | 8  | -    | -  | 16  | 68  |
| 4  | Opel                 | 9  | 17 | 13 | -  | -  | 4    | 8  | -  | 13   | -  | 1   | 65  |
| 5  | Lancia               | 18 | -  | -  | 14 | -  | -    | -  | -  | 12   | 16 | -   | 60  |
| 6  | Datsun               | -  | -  | -  | 16 | -  | 14   | -  | 10 | -    | -  | -   | 40  |
| 7  | Porsche              | 14 | -  | 4  | -  | -  | -    | -  | -  | 9    | 8  | -   | 35  |
| 8  | Saab                 | -  | 18 | -  | -  | -  | -    | -  | 10 | -    | -  | 2   | 30  |
| 9  | Mitsubishi           | -  | -  | -  | 12 | 3  | -    | -  | 13 | -    | -  | -   | 28  |
| 10 | Chrysler             | -  | -  | -  | -  | -  | 10   | 14 | -  | -    | -  | -   | 24  |
| 11 | Renault              | -  | -  | -  | -  | -  | 7    | -  | -  | 11   | -  | -   | 18  |
| 12 | British Leyland Cars | -  | -  | -  | -  | -  | -    | -  | 12 | -    | -  | 4   | 16  |
| 13 | Peugeot              | -  | -  | -  | 6  | -  | -    | -  | -  | -    | 9  | -   | 15  |
| 14 | SEAT                 | 14 | -  | -  | -  | -  | -    | -  | -  | -    | -  | -   | 14  |
| 15 | Citroën              | -  | -  | -  | -  | -  | 13   | -  | -  | -    | -  | -   | 13  |
| 16 | Alpine-Renault       | 10 | -  | -  | -  | -  | -    | -  | -  | -    | -  | -   | 10  |
| =  | Mazda                | -  | -  | -  | -  | 10 | -    | -  | -  | -    | -  | -   | 10  |
| 18 | Volvo                | -  | 8  | -  | -  | -  | -    | -  | -  | -    | -  | -   | 8   |
| 19 | Škoda                | -  | -  | -  | -  | -  | -    | 7  | -  | -    | -  | -   | 7   |
| =  | Alfa Romeo           | -  | -  | -  | -  | -  | -    | -  | -  | 7    | -  | -   | 7   |
| 21 | Lada                 | -  | 4  | -  | -  | -  | -    | -  | -  | -    | -  | -   | 4   |

### Classement pilotes (Coupe FIA des pilotes)
Pour la première année, la Fédération internationale de l'automobile a créé la Coupe FIA pilotes.
Peut compter pour le classement final les cinq meilleurs résultats dans la catégorie A (les 11 rallyes du championnat du monde), deux de la catégorie B (cinq rallyes du Championnat d'Europe) et le meilleur de la catégorie C (quatre autres rallyes choisie par la FIA). 
Le pilote suédois Björn Waldegård a marqué plus de points que Sandro Munari, mais suivant le règlement, n'ayant pas participé à une seule manche du championnat d'Europe des Rallyes (catégorie B), son meilleur résultat sur les manches en WRC (soit l'une de ses trois victoires) lui a été retiré (entre parenthèses dans le tableau). 
| Classement pilotes ( Coupe FIA des pilotes ) | Classement pilotes ( Coupe FIA des pilotes ) | Classement pilotes ( Coupe FIA des pilotes ) | Classement pilotes ( Coupe FIA des pilotes ) | Classement pilotes ( Coupe FIA des pilotes ) | Classement pilotes ( Coupe FIA des pilotes ) | Classement pilotes ( Coupe FIA des pilotes )                                | Classement pilotes ( Coupe FIA des pilotes )                                | Classement pilotes ( Coupe FIA des pilotes )                                | Classement pilotes ( Coupe FIA des pilotes )                                | Classement pilotes ( Coupe FIA des pilotes )                                | Classement pilotes ( Coupe FIA des pilotes )                                | Classement pilotes ( Coupe FIA des pilotes )                                | Classement pilotes ( Coupe FIA des pilotes )                                | Classement pilotes ( Coupe FIA des pilotes )                                | Classement pilotes ( Coupe FIA des pilotes )                                | Classement pilotes ( Coupe FIA des pilotes )                                | Classement pilotes ( Coupe FIA des pilotes )                                | Classement pilotes ( Coupe FIA des pilotes )                                | Classement pilotes ( Coupe FIA des pilotes )                                | Classement pilotes ( Coupe FIA des pilotes )                                | Classement pilotes ( Coupe FIA des pilotes )                                | Classement pilotes ( Coupe FIA des pilotes )                                |
| -------------------------------------------- | -------------------------------------------- | -------------------------------------------- | -------------------------------------------- | -------------------------------------------- | -------------------------------------------- | --------------------------------------------------------------------------- | --------------------------------------------------------------------------- | --------------------------------------------------------------------------- | --------------------------------------------------------------------------- | --------------------------------------------------------------------------- | --------------------------------------------------------------------------- | --------------------------------------------------------------------------- | --------------------------------------------------------------------------- | --------------------------------------------------------------------------- | --------------------------------------------------------------------------- | --------------------------------------------------------------------------- | --------------------------------------------------------------------------- | --------------------------------------------------------------------------- | --------------------------------------------------------------------------- | --------------------------------------------------------------------------- | --------------------------------------------------------------------------- | --------------------------------------------------------------------------- |
| #                                            | Pilote                                       | MON                                          | ART                                          | SWE                                          | POR                                          | KEN                                                                         | NZL                                                                         | GRE                                                                         | GIR                                                                         | RSA                                                                         | POL                                                                         | FIN                                                                         | SAN                                                                         | CAN                                                                         | TOU                                                                         | ITA                                                                         | AUS                                                                         | ESP                                                                         | FRA                                                                         | GBR                                                                         | CIV                                                                         | Total                                                                       |
| 1                                            | Sandro Munari                                | 9                                            | -                                            | -                                            | -                                            | 4                                                                           | -                                                                           | -                                                                           | -                                                                           | 9                                                                           | -                                                                           | -                                                                           | 9                                                                           | -                                                                           | -                                                                           | -                                                                           | -                                                                           | -                                                                           | -                                                                           | -                                                                           | -                                                                           | 31                                                                          |
| 2                                            | Björn Waldegård                              | -                                            | -                                            | -                                            | 6                                            | (9)                                                                         | -                                                                           | 9                                                                           | -                                                                           | -                                                                           | -                                                                           | 4                                                                           | -                                                                           | -                                                                           | -                                                                           | 2                                                                           | -                                                                           | -                                                                           | -                                                                           | 9                                                                           | -                                                                           | 30                                                                          |
| 3                                            | Bernard Darniche                             | -                                            | -                                            | -                                            | -                                            | -                                                                           | -                                                                           | -                                                                           | -                                                                           | -                                                                           | 9                                                                           | -                                                                           | -                                                                           | -                                                                           | 9                                                                           | -                                                                           | -                                                                           | -                                                                           | 9                                                                           | -                                                                           | -                                                                           | 27                                                                          |
| 4                                            | Jean-Claude Andruet                          | 6                                            | -                                            | -                                            | 3                                            | -                                                                           | -                                                                           | -                                                                           | -                                                                           | -                                                                           | -                                                                           | -                                                                           | -                                                                           | -                                                                           | -                                                                           | 9                                                                           | -                                                                           | -                                                                           | -                                                                           | -                                                                           | -                                                                           | 18                                                                          |
| 5                                            | Timo Salonen                                 | -                                            | -                                            | -                                            | -                                            | -                                                                           | -                                                                           | -                                                                           | -                                                                           | -                                                                           | -                                                                           | 6                                                                           | -                                                                           | 9                                                                           | -                                                                           | -                                                                           | -                                                                           | -                                                                           | -                                                                           | -                                                                           | -                                                                           | 15                                                                          |
| 5                                            | Rauno Aaltonen                               | -                                            | -                                            | -                                            | -                                            | 6                                                                           | -                                                                           | -                                                                           | -                                                                           | -                                                                           | -                                                                           | -                                                                           | -                                                                           | -                                                                           | -                                                                           | -                                                                           | 9                                                                           | -                                                                           | -                                                                           | -                                                                           | -                                                                           | 15                                                                          |
| 5                                            | Ari Vatanen                                  | -                                            | 9                                            | -                                            | -                                            | -                                                                           | 6                                                                           | -                                                                           | -                                                                           | -                                                                           | -                                                                           | -                                                                           | -                                                                           | -                                                                           | -                                                                           | -                                                                           | -                                                                           | -                                                                           | -                                                                           | -                                                                           | -                                                                           | 15                                                                          |
| 8                                            | Markku Alén                                  | -                                            | -                                            | -                                            | 9                                            | -                                                                           | 4                                                                           | -                                                                           | -                                                                           | -                                                                           | -                                                                           | -                                                                           | -                                                                           | -                                                                           | -                                                                           | -                                                                           | -                                                                           | -                                                                           | -                                                                           | -                                                                           | -                                                                           | 13                                                                          |
| 8                                            | Fulvio Bacchelli                             | -                                            | -                                            | -                                            | -                                            | -                                                                           | 9                                                                           | -                                                                           | -                                                                           | -                                                                           | -                                                                           | -                                                                           | -                                                                           | -                                                                           | -                                                                           | -                                                                           | -                                                                           | -                                                                           | 4                                                                           | -                                                                           | -                                                                           | 13                                                                          |
| 10                                           | Kyösti Hämäläinen                            | -                                            | -                                            | 2                                            | -                                            | -                                                                           | -                                                                           | -                                                                           | -                                                                           | -                                                                           | -                                                                           | 9                                                                           | -                                                                           | -                                                                           | -                                                                           | -                                                                           | -                                                                           | -                                                                           | -                                                                           | 1                                                                           | -                                                                           | 12                                                                          |
| 10                                           | Andrew Cowan                                 | -                                            | -                                            | -                                            | -                                            | 3                                                                           | -                                                                           | -                                                                           | -                                                                           | -                                                                           | -                                                                           | -                                                                           | -                                                                           | -                                                                           | -                                                                           | -                                                                           | -                                                                           | -                                                                           | -                                                                           | -                                                                           | 9                                                                           | 12                                                                          |
| 14                                           | Stig Blomqvist                               | -                                            | -                                            | 9                                            | -                                            | -                                                                           | -                                                                           | -                                                                           | -                                                                           | -                                                                           | -                                                                           | -                                                                           | -                                                                           | -                                                                           | -                                                                           | -                                                                           | -                                                                           | -                                                                           | -                                                                           | -                                                                           | -                                                                           | 9                                                                           |
| 14                                           | Vittorio Coggiola                            | -                                            | -                                            | -                                            | -                                            | -                                                                           | -                                                                           | -                                                                           | 9                                                                           | -                                                                           | -                                                                           | -                                                                           | -                                                                           | -                                                                           | -                                                                           | -                                                                           | -                                                                           | -                                                                           | -                                                                           | -                                                                           | -                                                                           | 9                                                                           |
| 14                                           | Michèle Mouton                               | -                                            | -                                            | -                                            | -                                            | -                                                                           | -                                                                           | -                                                                           | -                                                                           | -                                                                           | -                                                                           | -                                                                           | -                                                                           | -                                                                           | -                                                                           | -                                                                           | -                                                                           | 9                                                                           | -                                                                           | -                                                                           | -                                                                           | 9                                                                           |
|                                              |                                              |                                              |                                              |                                              |                                              |                                                                             |                                                                             |                                                                             |                                                                             |                                                                             |                                                                             |                                                                             |                                                                             |                                                                             |                                                                             |                                                                             |                                                                             |                                                                             |                                                                             |                                                                             |                                                                             |                                                                             |
| Légende                                      |                                              |                                              |                                              |                                              |                                              |                                                                             |                                                                             |                                                                             |                                                                             |                                                                             |                                                                             |                                                                             |                                                                             |                                                                             |                                                                             |                                                                             |                                                                             |                                                                             |                                                                             |                                                                             |                                                                             |                                                                             |
| catégorie A                                  | catégorie A                                  | catégorie A                                  | catégorie A                                  | catégorie A                                  | catégorie A                                  | Tous les rallye du WRC : les cinq meilleurs résultats retenus               | Tous les rallye du WRC : les cinq meilleurs résultats retenus               | Tous les rallye du WRC : les cinq meilleurs résultats retenus               | Tous les rallye du WRC : les cinq meilleurs résultats retenus               | Tous les rallye du WRC : les cinq meilleurs résultats retenus               | Tous les rallye du WRC : les cinq meilleurs résultats retenus               | Tous les rallye du WRC : les cinq meilleurs résultats retenus               | Tous les rallye du WRC : les cinq meilleurs résultats retenus               | Tous les rallye du WRC : les cinq meilleurs résultats retenus               | Tous les rallye du WRC : les cinq meilleurs résultats retenus               | Tous les rallye du WRC : les cinq meilleurs résultats retenus               | Tous les rallye du WRC : les cinq meilleurs résultats retenus               | Tous les rallye du WRC : les cinq meilleurs résultats retenus               | Tous les rallye du WRC : les cinq meilleurs résultats retenus               | Tous les rallye du WRC : les cinq meilleurs résultats retenus               | Tous les rallye du WRC : les cinq meilleurs résultats retenus               | Tous les rallye du WRC : les cinq meilleurs résultats retenus               |
| catégorie B                                  | catégorie B                                  | catégorie B                                  | catégorie B                                  | catégorie B                                  | catégorie B                                  | Cinq rallyes du Championnat d'Europe : les deux meilleurs résultats retenus | Cinq rallyes du Championnat d'Europe : les deux meilleurs résultats retenus | Cinq rallyes du Championnat d'Europe : les deux meilleurs résultats retenus | Cinq rallyes du Championnat d'Europe : les deux meilleurs résultats retenus | Cinq rallyes du Championnat d'Europe : les deux meilleurs résultats retenus | Cinq rallyes du Championnat d'Europe : les deux meilleurs résultats retenus | Cinq rallyes du Championnat d'Europe : les deux meilleurs résultats retenus | Cinq rallyes du Championnat d'Europe : les deux meilleurs résultats retenus | Cinq rallyes du Championnat d'Europe : les deux meilleurs résultats retenus | Cinq rallyes du Championnat d'Europe : les deux meilleurs résultats retenus | Cinq rallyes du Championnat d'Europe : les deux meilleurs résultats retenus | Cinq rallyes du Championnat d'Europe : les deux meilleurs résultats retenus | Cinq rallyes du Championnat d'Europe : les deux meilleurs résultats retenus | Cinq rallyes du Championnat d'Europe : les deux meilleurs résultats retenus | Cinq rallyes du Championnat d'Europe : les deux meilleurs résultats retenus | Cinq rallyes du Championnat d'Europe : les deux meilleurs résultats retenus | Cinq rallyes du Championnat d'Europe : les deux meilleurs résultats retenus |
| catégorie C                                  | catégorie C                                  | catégorie C                                  | catégorie C                                  | catégorie C                                  | catégorie C                                  | Quatre autres rallyes : le meilleur résultat retenu                         | Quatre autres rallyes : le meilleur résultat retenu                         | Quatre autres rallyes : le meilleur résultat retenu                         | Quatre autres rallyes : le meilleur résultat retenu                         | Quatre autres rallyes : le meilleur résultat retenu                         | Quatre autres rallyes : le meilleur résultat retenu                         | Quatre autres rallyes : le meilleur résultat retenu                         | Quatre autres rallyes : le meilleur résultat retenu                         | Quatre autres rallyes : le meilleur résultat retenu                         | Quatre autres rallyes : le meilleur résultat retenu                         | Quatre autres rallyes : le meilleur résultat retenu                         | Quatre autres rallyes : le meilleur résultat retenu                         | Quatre autres rallyes : le meilleur résultat retenu                         | Quatre autres rallyes : le meilleur résultat retenu                         | Quatre autres rallyes : le meilleur résultat retenu                         | Quatre autres rallyes : le meilleur résultat retenu                         | Quatre autres rallyes : le meilleur résultat retenu                         |